# Colori e simboli dell'Associazione Calcio Milan
(Herbert Kilpin)

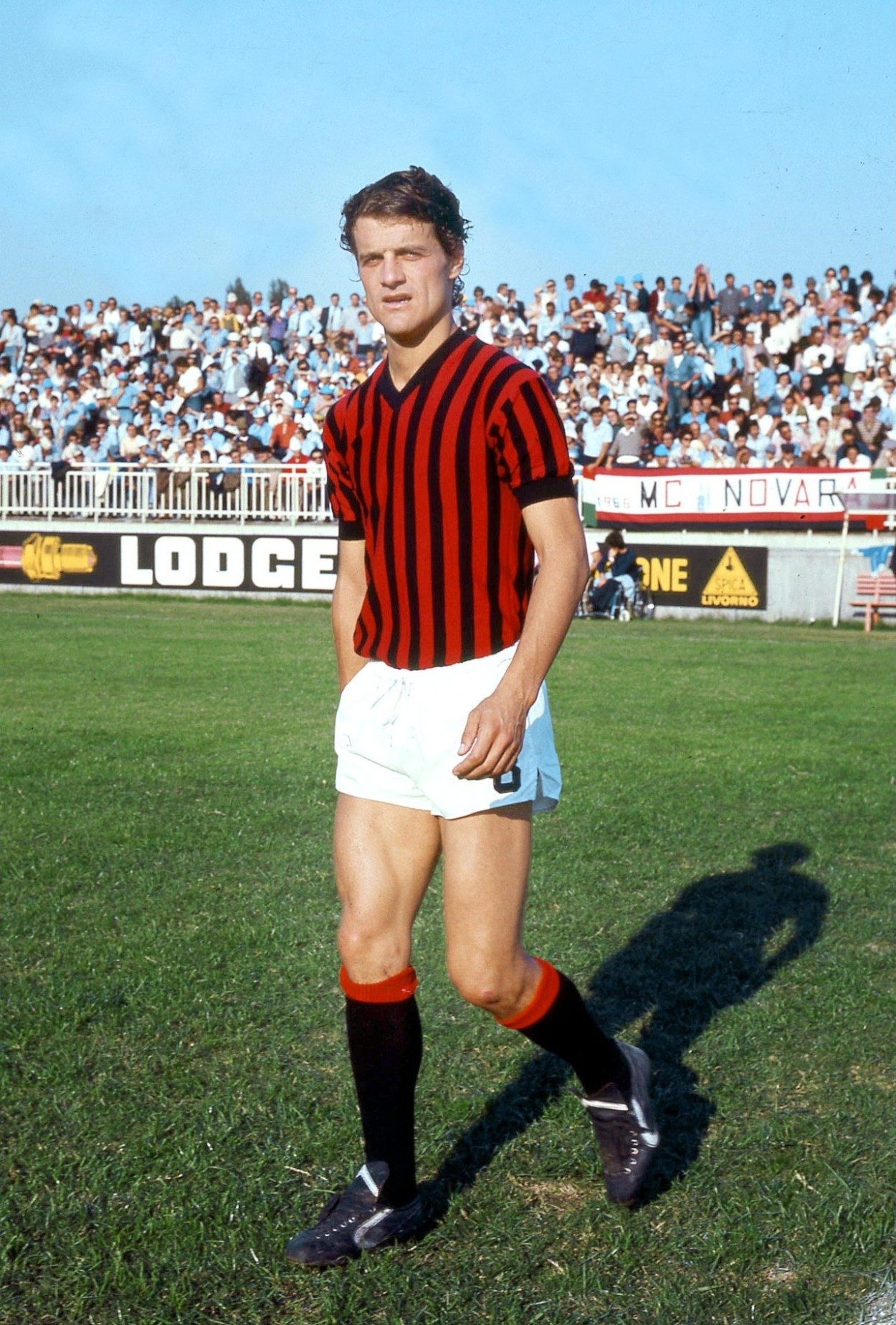
La classica uniforme del Milan, composta da una maglia a strisce verticali rossonere di uguale larghezza, pantaloncini bianchi e calzettoni neri con risvolto rosso.

Questa voce raccoglie le informazioni riguardanti i colori e simboli dell'Associazione Calcio Milan.
La società calcistica di Milano, fin dalla sua nascita nel 1899, utilizza come colori sociali le tinte del rosso e del nero, da cui il soprannome di Rossoneri; queste vennero scelte da Herbert Kilpin, fondatore e primo capitano del club, a rappresentare rispettivamente il fuoco dei diavoli milanisti e la paura degli avversari nell'affrontarli. Per derivazione, tra i simboli del club c'è la figura del Diavolo, da cui l'altro soprannome di Diavoli; dall'araldica cittadina è inoltre presa a prestito la bandiera di Milano, una croce rossa su campo bianco, che dagli albori e per lungo tempo è stata sfoggiata sopra le casacche come scudo societario, e oggi inserita all'interno dello stemma milanista.

## La maglia

### Prima divisa

#### Storia
Fin dalle origini, il Milan vestì quella che rimarrà per tutta la sua storia la propria, canonica, uniforme: una maglia palata rossonera, abbinata a pantaloncini bianchi e calzettoni neri; nei decenni seguenti, solo ciclici cambiamenti dettati dalle mode del tempo andranno a intaccare questo schema, che tuttavia rimarrà pressoché inalterato sino ai giorni nostri. A cavallo tra XIX e XX secolo, la prima casacca dei Rossoneri fu una semplice camicia di seta caratterizzata da una fitta rigatura, con lo scudo cittadino di Milano cucito all'altezza del cuore; i pantaloni – o, forse, sarebbe il caso di parlare di "braghe" – presentavano inoltre una foggia decisamente ampia. In questa decade iniziale, da segnalare lo speciale abbigliamento del fondatore Herbert Kilpin che – probabilmente per rimarcare le sue origini british, o solo per meglio identificare il suo doppio ruolo di allenatore e capitano – alla sopracitata divisa aggiungeva un singolare berretto di stampo anglosassone, anch'esso a strisce rosse e nere.
Il 1911 portò in casa meneghina il primo cambio di stile degno di nota: la camicia degli albori lasciò spazio a una vera maglia da gioco, chiusa nello scollo da tre bottoni, sopra cui le righe andarono ad allargarsi sempre più; anche le braghe d'inizio Novecento si accorciarono per diventare dei normali pantaloncini. Sulla schiena, la successiva apposizione dei numeri di gioco avvenne colorandoli di bianco. Tale muta sopravviverà alle due guerre mondiali e verrà sfoggiata sino alla primavera 1961. In questo lungo lasso di tempo, nel corso degli anni 1930 le casacche mostrarono uno scollo a "V" e, data la situazione politica in cui si trovava l'Italia del periodo interbellico – che peraltro portò il club, sul finire del decennio, a italianizzare il proprio nome in un più autarchico Associazione Calcio Milano –, allo stemma comunale sul petto venne affiancato il fascio littorio del regime fascista al potere.
L'approdo negli anni 1960 fu segnato dal ritorno in auge delle sottili strisce delle origini, stabilmente utilizzate fino alla metà degli anni 1980 salvo una breve parentesi all'inizio di questo decennio, in cui si rividero dei pali rossoneri nuovamente di maggiore ampiezza. In questo stesso intervallo di tempo, specificatamente tra i campionati 1979-1980 e 1980-1981, la maglietta del Milan si rese protagonista di un importante primato portando al debutto nel calcio italiano, in via sperimentale, i cognomi dei calciatori sulla schiena: la novità ebbe tuttavia una saltuaria applicazione e ancor più un'effimera vita, presto rigettata da Federazione e Lega Calcio che apriranno a questa soluzione solamente dalla stagione 1995-1996. Da non dimenticare, inoltre, un makeover fugacemente ammirato nel campionato 1981-1982, con il ricorso per la prima divisa a pantaloncini di colore rosso al posto dei tradizionali bianchi.
Come accennato, sino a metà degli anni 1980 sulla maglietta dei Diavoli la fecero da padrone le sottili strisce degli albori: singolare la scelta stilistica applicata alle maniche della casacca del campionato 1985-1986, dove le righe non seguivano l'andamento delle braccia ma di contro fasciavano gli arti, riproponendo il verso della rigatura applicata al petto; anche tale innovazione, così come i succitati cognomi, avrà breve durata. La stagione 1986-1987 segnò un importante punto di snodo, quando al ritorno sulla maglia di una rigatura più ampia venne abbinata la ben più rilevante novità di una diversa tonalità di rosso, più accesa rispetto alla tradizione, per una muta definita «televisivamente al passo con i tempi». In misura minore, dalla fine degli anni 1980 i diversi sponsor tecnici dell'epoca scelsero di modificare la canonica uniforme: dapprima, colorando di bianco i vecchi calzettoni neri, ottenendo così un effetto all white, e successivamente in senso opposto, ricorrendo a pantaloncini neri che generarono una predominanza scura nella zona inferiore dell'uniforme; tali licenze creative ebbero termine solo pochi anni dopo l'inizio del III millennio.
Da qui in avanti, di fatto, la divisa milanista non mutò più sia nell'abbinamento maglia-pantaloncini-calzettoni che nell'ampiezza della rigatura rossonera. Il template delle origini rifece capolino solo in tre frangenti: dapprima nel 1999, in occasione del centenario della società, quando ci fu l'esatta riproposizione della casacca sfoggiata da Kilpin e compagni; successivamente nella stagione 2011-2012, con una maglia ispirata a quella che esattamente centodieci anni prima aveva dato all'allora Milan Foot-Ball and Cricket Club il primo titolo italiano della sua storia; infine nell'annata 2019-2020. All'inizio del XXI secolo, la divisa casalinga del club meneghino mutò di anno in anno solo in piccoli particolari; tra le innovazioni ci furono l'inserimento di dettagli in bianco, soprattutto per quanto concerne colletto e bordini, e il ricorso all'oro, colore talvolta usato anche per i numeri di maglia.

#### Evoluzione
| 1899-1910 | 1910-1912 | 1912-1918 | 1918-1926          | 1926-1930           | 1930-1933 | 1933-1941 | 1941-1943 | 1943-1947 | 1947-1951 |
| 1951-1952 | 1952-1953 | 1953-1954 | 1954-1955          | 1955-1956           | 1956-1957 | 1957-1958 | 1958-1959 | 1959-1960 | 1960-1961 |
| 1961-1962 | 1962-1963 | 1963-1967 | 1967-1968          | 1968-1969           | 1969-1970 | 1970-1971 | 1971-1972 | 1972-1974 | 1974-1976 |
| 1976-1977 | 1977-1978 | 1978-1979 | 1979-1980 (andata) | 1979-1980 (ritorno) | 1980-1982 | 1982-1983 | 1983-1985 | 1985-1986 | 1986-1988 |
| 1988-1989 | 1989-1991 | 1991-1992 | 1992-1993          | 1993-1995           | 1995-1996 | 1996-1997 | 1997-1998 | 1998-1999 | 1999-2000 |
| 2000-2002 | 2002-2003 | 2003-2004 | 2004-2005          | 2005-2006           | 2006-2007 | 2007-2008 | 2008-2009 | 2009-2010 | 2010-2011 |
| 2011-2012 | 2012-2013 | 2013-2014 | 2014-2015          | 2015-2016           | 2016-2017 | 2017-2018 | 2018-2019 | 2019-2020 | 2020-2021 |
| 2021-2022 | 2022-2023 | 2023-2024 | 2024-2025          | 2025-2026           |           |           |           |           |           |

### Seconda divisa

#### Storia

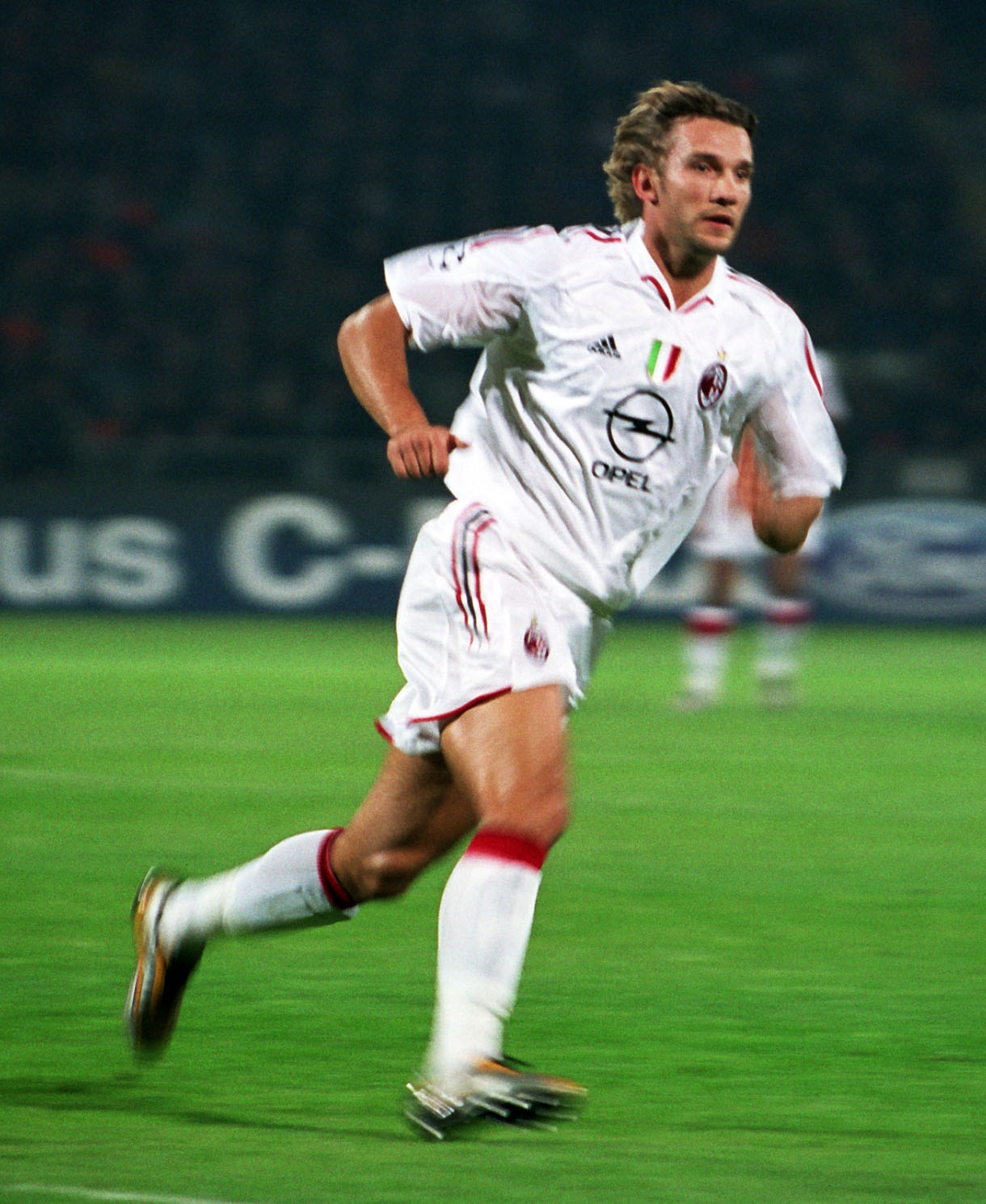
Andrij Ševčenko in campo nella UEFA Champions League 2004-2005 con la canonica seconda uniforme del club, completamente bianca: è anche nota come The Lucky One in quanto tradizionalmente sfoggiata in occasione di finali internazionali.

Franco Baresi con la seconda maglia milanista nella stagione 1996-1997, con palo centrale rossonero.

La maglia di cortesia del Milan, nel corso dei decenni, è stata pressoché bianca con dettagli rossoneri, attingendo talvolta a template fasciati – soprattutto nel secondo dopoguerra, e di nuovo a cavallo degli anni 1980 e 1990 – o con palo. In linea generale è tuttavia la semplice divisa all white quella che identifica nell'immaginario collettivo le trasferte del club: ulteriormente, grazie al fatto di essere stata indossata dal 1963 in poi nella maggior parte delle finali internazionali giocate – e spesso vinte – dalla squadra, tale uniforme ha assunto nel tempo un notevole rilievo nell'iconografia milanista e, di riflesso, nella storia del calcio mondiale, guadagnandosi per questo il soprannome di The Lucky One.
Tra le poche eccezioni, l'unica deroga a questa prassi si verificò a metà degli anni 1940, quando il club ricorse a una casacca fasciata che, tuttavia, riproponeva le due tinte della prima divisa, con una predominanza nera nella stagione 1943-44, e rossa nel 1945-1946; è inoltre degna di nota la moderna consuetudine che, limitatamente alle trasferte sul terreno del Bologna, dalla stagione 1998-99 vede il Milan presentarsi allo stadio Renato Dall'Ara quasi stabilmente con un particolare completo spezzato, composto dalla tradizionale seconda maglia bianca abbinata a pantaloncini di diverso colore, solitamente rossi o più raramente neri.

#### Evoluzione
| 1910-1914 | 1914-1920 | 1920-1926 | 1926-1930 | 1930-1943 | 1943-1944 | 1944-1945 | 1945-1946 | 1946-1947 | 1947-1948 |
| 1948-1949 | 1949-1951 | 1951-1952 | 1952-1954 | 1954-1955 | 1955-1956 | 1956-1957 | 1957-1958 | 1958-1959 | 1959-1960 |
| 1960-1961 | 1961-1962 | 1962-1963 | 1963-1967 | 1967-1968 | 1968-1969 | 1969-1972 | 1972-1974 | 1974-1976 | 1976-1977 |
| 1977-1978 | 1978-1979 | 1979-1980 | 1980-1982 | 1982-1983 | 1983-1984 | 1984-1985 | 1985-1986 | 1986-1987 | 1987-1988 |
| 1988-1989 | 1989-1991 | 1991-1992 | 1992-1993 | 1993-1994 | 1994-1995 | 1995-1996 | 1996-1997 | 1997-1998 | 1998-1999 |
| 1999-2000 | 2000-2002 | 2002-2003 | 2003-2004 | 2004-2005 | 2005-2006 | 2006-2007 | 2007-2008 | 2008-2009 | 2009-2010 |
| 2010-2011 | 2011-2012 | 2012-2013 | 2013-2014 | 2014-2015 | 2015-2016 | 2016-2017 | 2017-2018 | 2018-2019 | 2019-2020 |
| 2020-2021 | 2021-2022 | 2022-2023 | 2023-2024 | 2024-2025 | 2025-2026 |           |           |           |           |

### Terza e quarta divisa

#### Storia

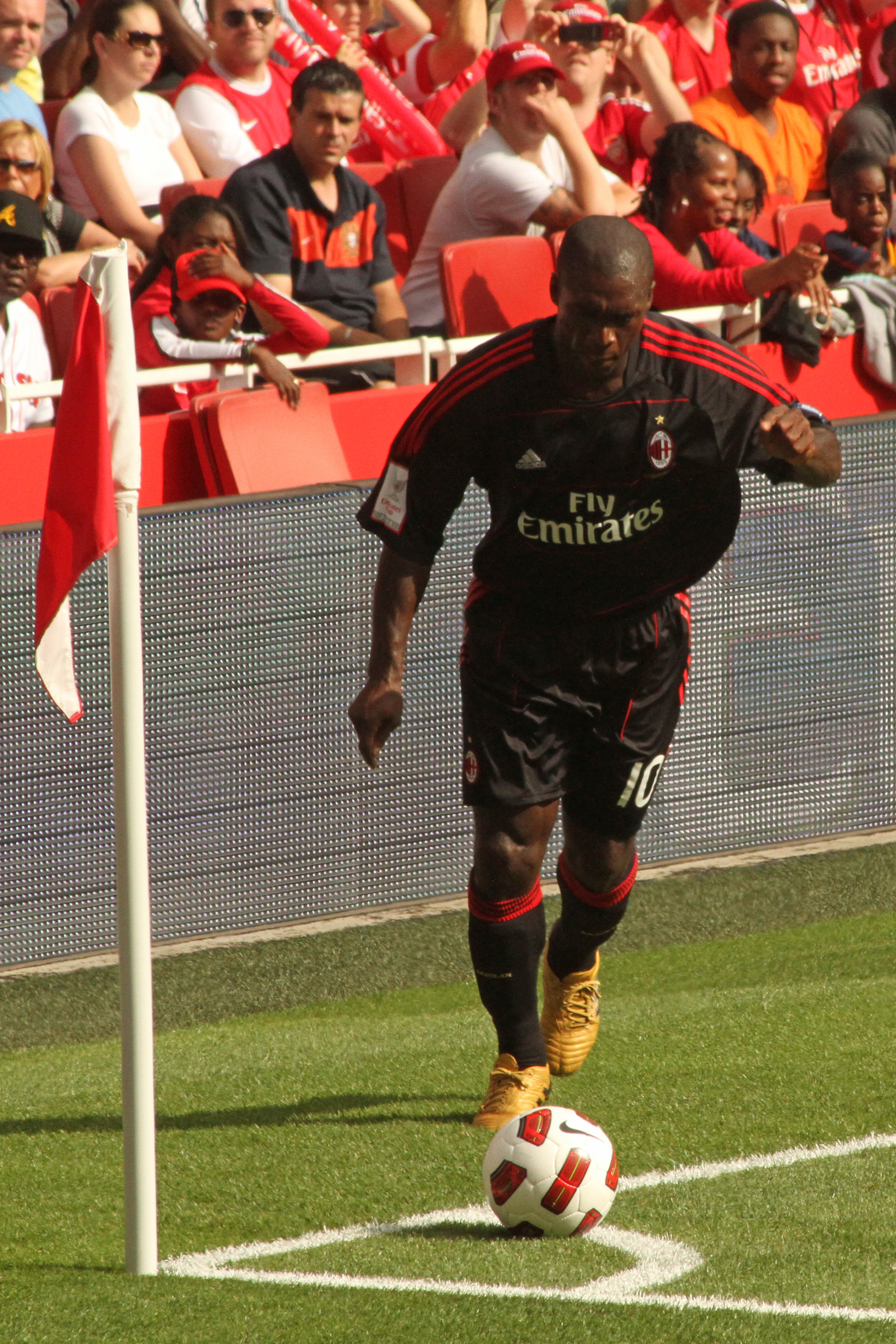
Clarence Seedorf nel 2010 in maglia nera, colore cui il Milan ha storicamente più attinto per le sue terze e quarte divise.

Dejan Savićević in azione con la terza uniforme gialla che si fregiò del trionfo nella Supercoppa UEFA 1994

Pur avendo in archivio sporadici esperimenti risalenti agli anni 1930 e 1940, è solo con gli anni 1990 che il Milan ha iniziato a dotarsi stabilmente di una terza divisa nella propria fornitura tecnica. Nonostante questi capi siano i meno legati alla tradizione e giocoforza i più influenzati dalle mode stilistiche del momento, fatto sta che, dopo il debutto avvenuto nel biennio 1994-96 con un completo giallo – rimasto nella memoria dei tifosi per avere contraddistinto l'affermazione nella Supercoppa UEFA 1994 –, e un altro successivo biennio marchiato da template all red, dalla stagione 1998-99 il club mostra di prediligere uno schema cromatico ben definito in questo ambito, ovvero uniformi nere con dettagli rossi; dagli anni 2010 in poi, queste hanno talvolta presentato ulteriori inserti tricolori volti a richiamare l'italianità, suscitando tuttavia rimostranze a causa dello storico significato assunto dalle tinte nazionali nello sport italiano. Tra le rare eccezioni all'all black, si segnalano opzioni come il grigio, l'oro e il verde.
Tra il 1995 e il 2003 e nuovamente dal 2022, inoltre, la squadra lombarda ha tentato di proporre una quarta divisa, concetto tuttavia incapace di radicarsi nell'immaginario milanista.

#### Evoluzione
Terza
| 1938-1939 | 1943-1944 | 1945-1946 | 1994-1995 | 1995-1996 | 1996-1997 | 1997-1998 | 1998-1999 | 1999-2000 | 2000-2001 |
| 2001-2002 | 2002-2003 | 2003-2004 | 2004-2005 | 2005-2006 | 2006-2007 | 2007-2008 | 2008-2009 | 2009-2010 | 2010-2011 |
| 2011-2012 | 2012-2013 | 2013-2014 | 2014-2015 | 2015-2016 | 2016-2017 | 2017-2018 | 2018-2019 | 2019-2020 | 2020-2021 |
| 2021-2022 | 2022-2023 | 2023-2024 | 2024-2025 | 2025-2026 |           |           |           |           |           |

Quarta
| 1995-1996 | 1996-1997 | 1997-1998 | 1999-2000 | 2002-2003 | 2021-2022 | 2022-2023 | 2023-2024 | 2023-2024 | 2024-2025 |
| 2024-2025 |           |           |           |           |           |           |           |           |           |

### Divise dei portieri
Gli estremi difensori del Milan non hanno globalmente lasciato negli annali divise di riferimento, eccezion fatta per la maglia gialla di Enrico Albertosi nella seconda metà degli anni 1970 e, prima ancora, per Fabio Cudicini, portiere rossonero a cavallo degli anni 1960 e 1970, il quale si guadagnò il soprannome di Ragno Nero per via dell'uniforme indossata all'ombra della Madonnina: una muta completamente nera con bordini rossi che fece epoca.
| 1899-1976 | 1976-1977 | 1977-1978 | 1978-1979 | 1979-1980 | 1980-1981 | 1981-1982 | 1982-1983 | 1983-1984 | 1984-1985 |
| 1985-1986 | 1986-1987 | 1987-1988 | 1988-1989 | 1989-1990 | 1990-1991 | 1991-1992 | 1992-1993 | 1993-1994 | 1994-1995 |
| 1995-1996 | 1996-1997 | 1997-1998 | 1998-1999 | 1999-2000 | 2000-2001 | 2001-2002 | 2002-2003 | 2003-2004 | 2004-2005 |
| 2005-2006 | 2006-2007 | 2007-2008 | 2008-2009 | 2009-2010 | 2010-2011 | 2011-2012 | 2012-2013 | 2013-2014 | 2014-2015 |
| 2015-2016 | 2016-2017 | 2017-2018 | 2018-2019 | 2019-2020 | 2020-2021 | 2021-2022 | 2022-2023 | 2023-2024 | 2024-2025 |
| 2025-2026 |           |           |           |           |           |           |           |           |           |

### Altre divise
Nel corso della sua storia il Milan ha attinto anche a speciali divise, appositamente create ad hoc per particolari sfide o ricorrenze.
Divise unitarie

La rappresentativa di Milano che nel 1965 affrontò il Chelsea per la Coppa Principe Filippo d'Edimburgo

La prima volta risale al 20 settembre 1926 quando a Milano una rappresentativa cittadina, vestita in maglia granata, superò 4-1 una corrispettiva tedesca. Il 27 novembre 1949, in occasione della partita contro l'Austria Vienna per i festeggiamenti del 50º anniversario di fondazione del Milan, quando i giocatori dell'Inter e del Milan si trovarono a giocare assieme, sotto la bandiera della rappresentativa di Milano, con una maglia bianca fasciata dove l'azzurro dell'Inter e il rosso del Milan trovavano spazio nella fascia rossonerazzurra che attraversava il busto.
Il 13 ottobre 1965, in un incontro valido per la Coppa Principe Filippo d'Edimburgo contro il Chelsea, i giocatori di Inter e Milan indossarono una maglia bianca rossocrociata, simile a quella adottata dai concittadini dell'Ambrosiana nella stagione 1928-1929. Infine, per la sfida benefica del 17 dicembre 1980 con il Bayern Monaco, volta a sostenere i terremotati irpini, e per quelle d'inizio 1982 in cui fece da sparring partner alle nazionali polacca e peruviana in vista del campionato del mondo 1982, il MilanInter scese in campo al Meazza in una divisa azzurra che richiamava quella italiana.
| MilanInter 1949 | MilanInter 1965 | MilanInter 1982 |

Divise speciali

La camicia azzurra usata dal Milan nella Coppa Latina dei primi anni 1950

La speciale divisa bianca approntata per semifinali e finale della Champions League 1994-95.

In occasione della semifinale di Coppa Latina 1951 contro l'Atlético Madrid, i rossoneri non disponevano di un set di divise che si differenziasse abbastanza dalle maglie biancorosse dei rivali, sicché nei momenti precedenti l'incontro vennero frettolosamente acquistate delle camicie azzurre a mezze maniche, con cui i giocatori meneghini affrontarono e superarono gli spagnoli (andarono poi a vincere la coppa nell'atto conclusivo contro il Lilla); l'esito di quella partita spinse verosimilmente il Milan a rivestirsi scaramanticamente d'azzurro per la finale dell'edizione del 1953, tuttavia in questo caso persa contro i francesi dello Stade Reims.
A cavallo degli anni 1980 e 1990, in occasione di ben quattro delle cinque finali di Coppa dei Campioni/Champions League disputate in quel periodo, il Milan creò delle speciali casacche da utilizzare in tali appuntamenti, bianche con bordini rossoneri (differenti dalle seconde mute stabilmente utilizzate in quel periodo), che andavano a ricalcare lo storico completo all white con cui il club sollevò nel 1963 la sua prima Coppa dei Campioni: da allora è diventata una consuetudine per i meneghini ogni qual volta si presentano dinanzi a una finale europea.
| Coppa Latina Semifinale 1951 Finale 1953 | Coppa Campioni Finale 1988-1989 | Coppa Campioni Finale 1989-1990 | Champions League Finale 1993-1994 | Champions League Semifinale/finale 1994-1995 |

Divise celebrative

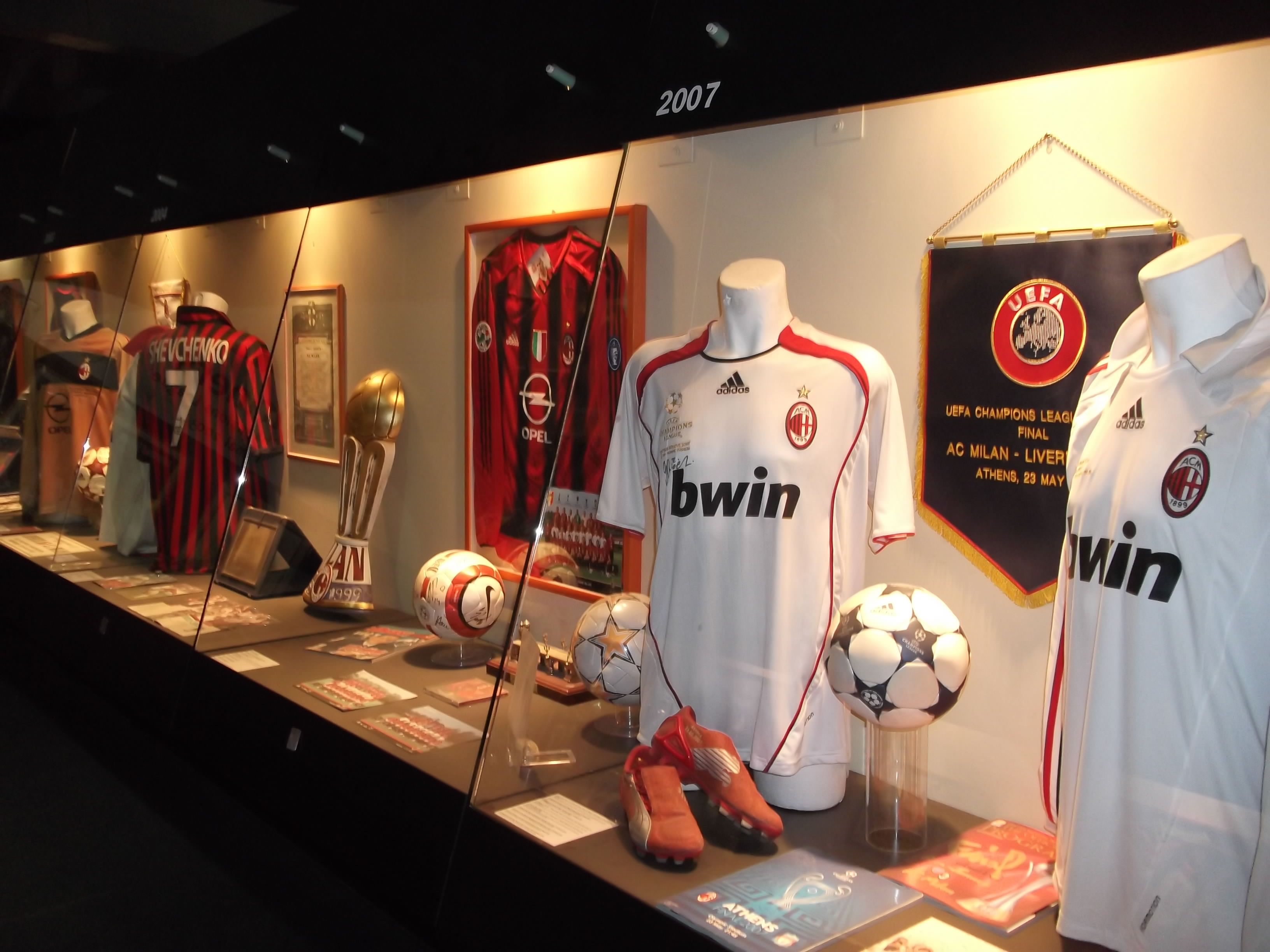
La divisa bianca utilizzata nella finale 2007 della Champions League, e la divisa celebrativa del centenario (1999).

Nel 1999, anno del centenario milanista, la squadra affiancò alle divise della stagione 1999-2000 un'uniforme celebrativa che riprendeva, nello stile, quello della progenitrice del 1899; la stessa maglia, con tricolore ricamato sulla manica, venne indossata per un'ultima volta il 6 maggio 2001 contro il Perugia, nella ricorrenza del centenario dal primo scudetto rossonero. Similmente, il 15 dicembre 2019, per celebrare i 120 anni del club rossonero, i giocatori sono scesi in campo contro il Sassuolo indossando una maglia speciale che, rispetto a quella stagionale, recava dettagli dorati.
Degno di nota anche quanto accaduto in occasione dell'incontro del 27 febbraio 2016 contro il Torino, quando la squadra sfoggiò una maglia celebrativa del trentennale della presidenza Berlusconi, recante il ricamo "20 febbraio 1986 – 20 febbraio 2016" accompagnata dalla firma autografa di Silvio Berlusconi.
| 100 anni | 120 anni | 125 anni |

## Sponsor tecnici

Le prime maglie da gioco sponsorizzate nella storia del Milan, introdotte nella stagione 1978-79 e realizzate da adidas

Uno sponsor tecnico apparve per la prima volta sulle divise del Milan nella stagione 1978-1979, quando, nella trasferta di Ascoli Piceno valevole per la 18ª giornata di campionato, i giocatori scesero in campo con maglie firmate dal trefoil adidas. Le tre strisce caratteristiche del marchio tedesco erano apparse sulle maniche delle divise da portiere già dalla stagione 1976-1977 e sui pantaloncini dei giocatori dalla stagione successiva: in entrambi i casi, però, non erano accompagnate dal logo.
Di seguito l'elenco degli sponsor tecnici del Milan.
- 1899-1978: nessuno sponsor
- 1978-1980: adidas
- 1980-1982: Linea Milan
- 1982-1984: Ennerre
- 1984-1985: Rolly Go
- 1985-1986: Gianni Rivera
- 1986-1990: Kappa
- 1990-1993: adidas
- 1993-1998: Lotto
- 1998-2018: adidas
- 2018-: Puma

## Colori e simboli

### Colori

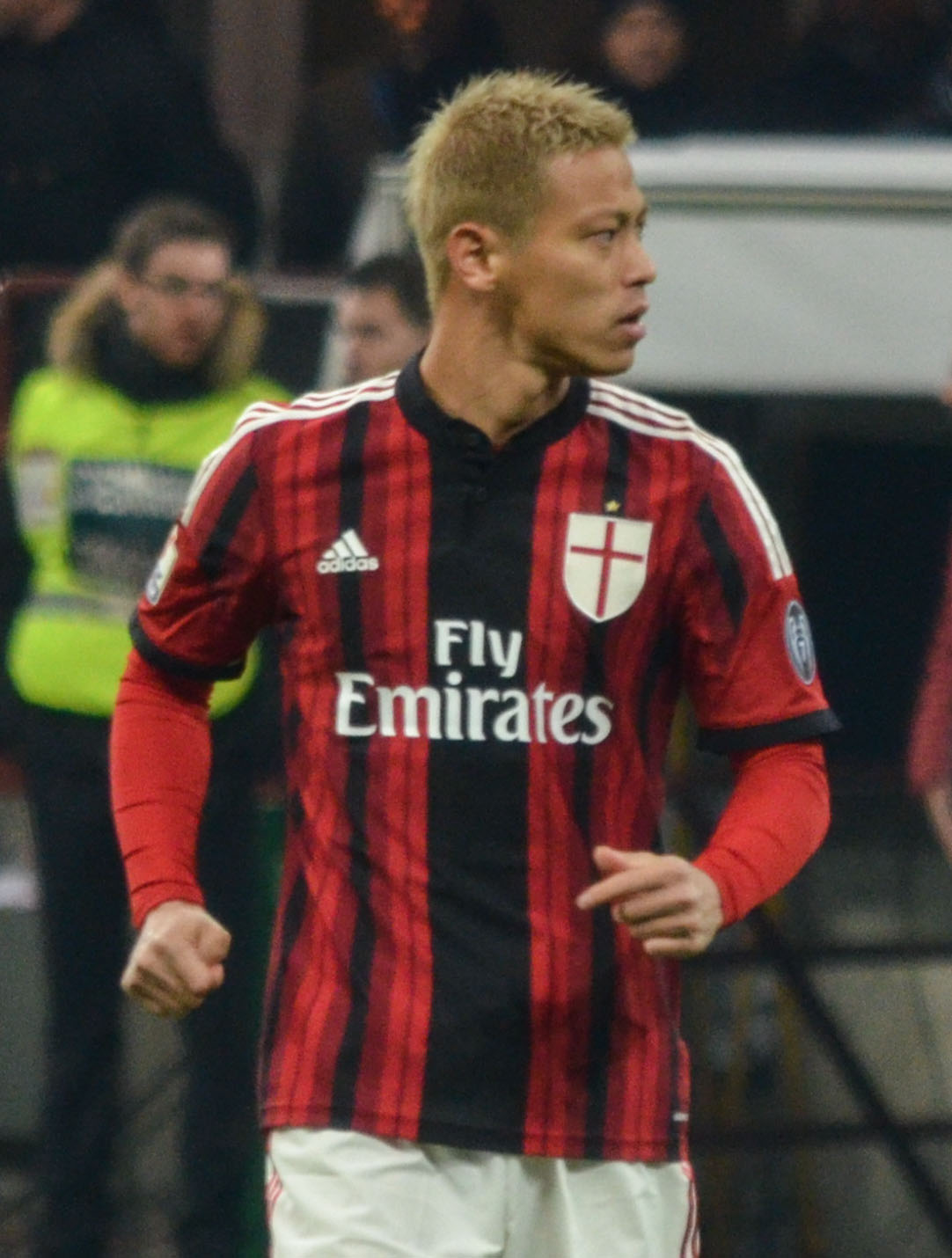
La bandiera di Milano è stata sovente utilizzata dal club come stemma societario sopra le maglie rossonere (qui nella stagione 2014-2015)

Durante tutta la sua storia il Milan ha avuto come colori distintivi il rosso e il nero. Tali colori furono scelti, come disse Herbert Kilpin, per rappresentare il fuoco dei diavoli milanisti (rosso) e la paura degli avversari nell'affrontarli (nero).
I giocatori indossano una maglia a strisce rosse e nere, motivo per il quale fu dato loro il soprannome di rossoneri, pantaloncini bianchi e calzettoni neri. La divisa di trasferta è sempre stata di colore bianco; con tale divisa il Milan ha vinto 6 finali su 8 di Coppa dei Campioni/Champions League, avendo perso solo contro l'Ajax nel 1994-1995 e contro il Liverpool nel 2004-2005 mentre ha vinto solo 1 finale su 3 con la maglia rossonera. La terza maglia, invece, viene usata più raramente e nel corso degli anni è cambiata con una certa frequenza: è stata prevalentemente nera, ma anche gialla, azzurra, rossa, argento e oro.

### Simboli ufficiali

#### Stemma
Lo storico stemma milanista, fin dalla nascita del club si confà di un ovale bianco, inglobante a sua volta un cerchio diviso a metà tra i colori rossoneri, a sinistra, e lo stemma di Milano, a destra; sempre all'interno dell'ovale, in alto trova posto il nome (Milan) o l'acronimo (ACM) della squadra, mentre in basso l'anno di fondazione (1899).
Ciò nonostante, per alcuni decenni e fino agli anni 1940, sulle maglie del club è stato ben visibile un semplice scudo crociato che si rifà alla croce di San Giorgio, uno degli elementi che compongono lo stemma cittadino milanese. Come richiamo alla tradizione, lo scudo ricompare sulla prima divisa solo dalla stagione 2014-15, ma la croce rossa su fondo bianco sarà, assieme ai colori sociali rosso e nero, una componente costantemente presente nel logo del Milan.

Primo stemma del "Milan Foot-Ball and Cricket Club" usato dal 1899 al 1916.
Stemma del Milan dal 1936 al 1945.
Stemma utilizzato dal 1946 fino al 1979, con piccole variazioni sul tema nel corso degli anni.

Dato che uno dei soprannomi, derivante dai colori della società, è quello de Il Diavolo, le celebrazioni per la vittoria del cosiddetto scudetto della stella portarono nel 1979 all'introduzione di un nuovo stemma: disegnato dall'agenzia Zeta di Milano, e colloquialmente noto come il Diavoletto, vedeva la silhouette stilizzata di un diavolo rosso, affiancato a sinistra dalla stella simboleggiante i dieci campionati vinti. Tale simbolo trovò posto sopra le casacche rossonere fino alla metà degli anni 1980, e per la sua spiccata immagine vintage rifarà capolino dal 2018 nell'identità societaria milanista come secondary logo.

Stemma del Diavoletto usato dal 1979 al 1986, e di nuovo come secondary logo dal 2018.
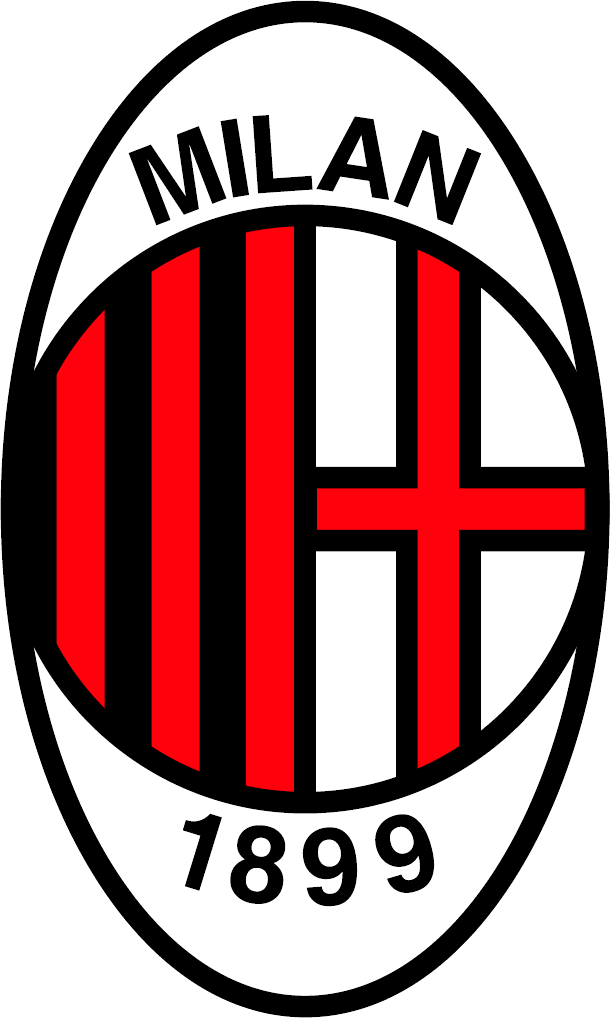
Stemma utilizzato dal 1986 al 1998.
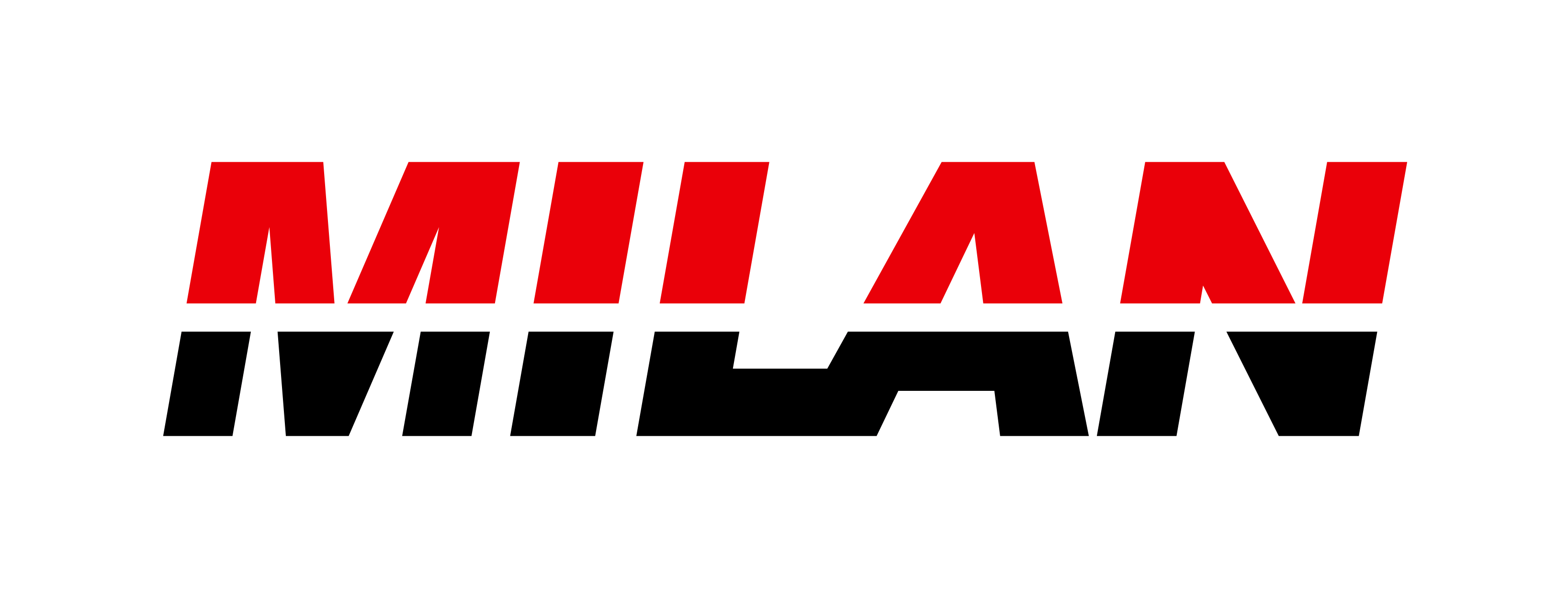
Il wordmark MILAN usato come secondary logo tra gli anni 1980 e 1990.
Stemma del Milan in uso dal 1998.

L'inizio della presidenza Berlusconi, nel 1986, coincise con il ritorno allo storico ovale, da allora in uso; l'ultimo restyling, datato 1998, si segnalò unicamente per l'avvicendamento tra il nome Milan e la sigla ACM nella parte superiore dell'ovale. Tra la seconda metà degli anni 1980 e la prima metà degli anni 1990 la proprietà Berlusconi introdusse inoltre come secondary logo un wordmark consistente nella denominazione maiuscola MILAN, colorata nelle tinte sociali rossonere, queste divise orizzontalmente da una linea bianca che attraversava l'intero logotipo: tale simbolo, oltre alla corporate identity della squadra di calcio, per la stagione 1993-1994 contraddistinse anche quelle di tutte le sezioni della Polisportiva Milan.

Il logo per CentoMilan, il centenario rossonero del 1999.
Lo scudo usato sulla divisa del centenario.
Lo scudo usato sulla prima maglia nelle stagioni 2014-2015 e 2015-2016.
Il logo di Casa Milan, usato sulla seconda maglia nella stagione 2014-2015.

#### Mascotte
Dal 16 febbraio 2006 la mascotte ufficiale del Milan, disegnata dalla Warner Bros., è Milanello, un diavolo rosso con la divisa rossonera e un pallone da calcio, il cui nome omaggia peraltro quello del centro sportivo del club. In precedenza, negli anni 1990 tale ruolo era affidato a Dudy, versione milanista di Five, storica mascotte della rete televisiva Canale 5; sia la squadra sia l'emittente erano all'epoca di proprietà di Silvio Berlusconi, e "Dudy" era il soprannome del suo secondogenito Pier Silvio.

Milanello, mascotte del Milan dal 2006.
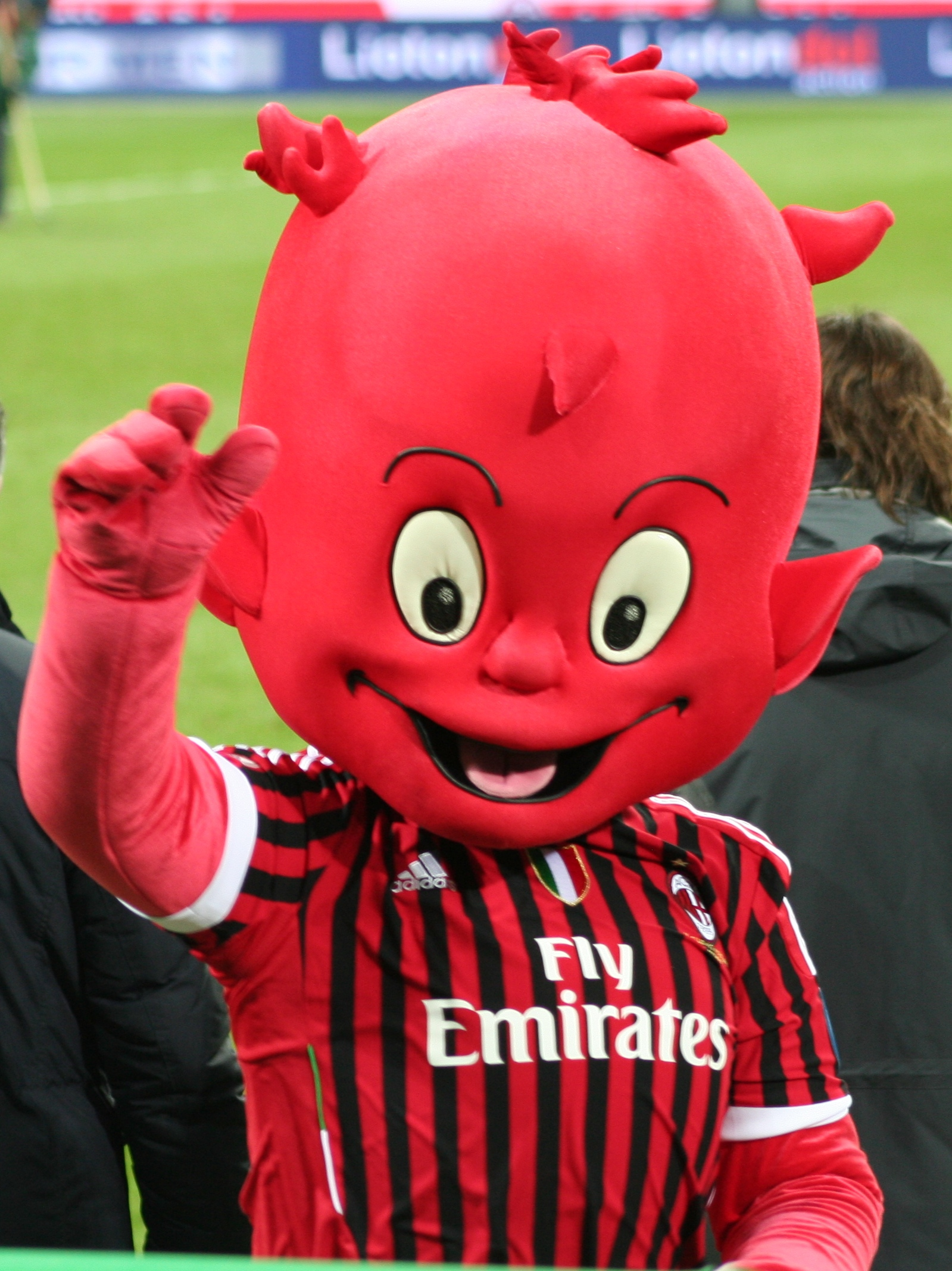
Milanello in campo nella partita Milan-Siena, stagione 2011-2012.

### Inni e canzoni
Dal 1998 l'inno ufficiale rossonero è Milan, Milan, scritto dal cantautore Tony Renis e da Massimo Guantini, con piccoli contributi nel testo da parte dell'allora patron Silvio Berlusconi; nel 2021, in occasione del 122º anniversario del club, il brano è stato rivisitato dal compositore Davide Locatelli insieme al DJ Andrea Mazzantini, in arte Mazay. Nel 2015 è stata inoltre pubblicata #Rossoneri, una nuova canzone ufficiale interpretata dal rapper Emis Killa e dal bassista Saturnino.
In precedenza, nel 1984 un altro musicista di fede rossonera, Enzo Jannacci, aveva scritto e interpretato per la squadra meneghina l'inno Mi-mi-la-lan. Da ricordare anche il Canto Rossonero, inno non ufficiale prodotto nel 1986 da alcuni membri del tifo organizzato milanista in compartecipazione con Umberto Smaila, il quale si occupò della parte musicale e vocale.

## Soprannomi

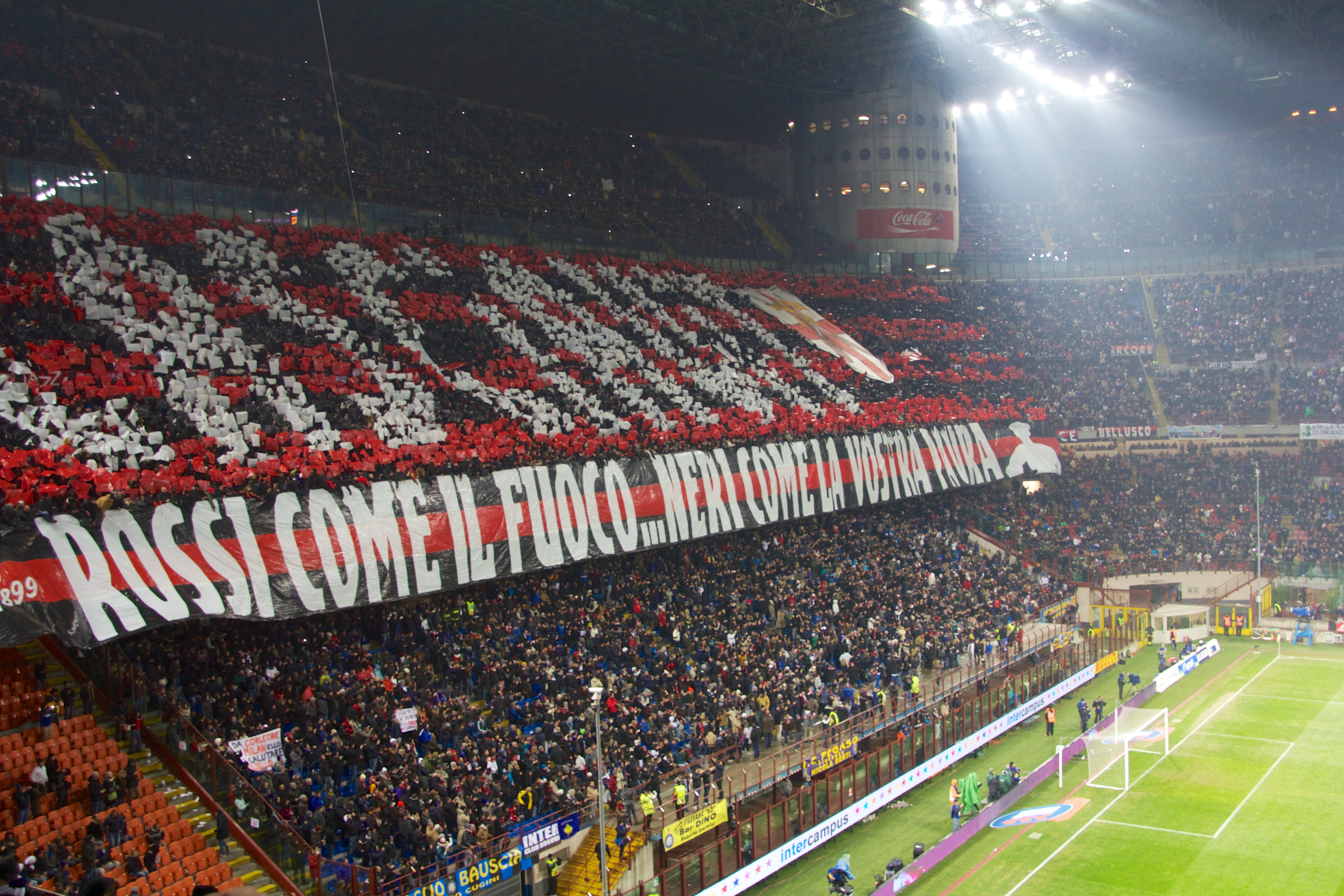
Lo storico e ormai desueto soprannome casciavìt nella coreografia dei tifosi milanisti in occasione del derby del 24 febbraio 2013. Un modo, da parte della curva rossonera, per rivendicare la propria origine popolare.

Il Milan ha come suoi principali soprannomi quello di Diavoli, dettato dalla figura del Diavolo citata da Herbert Kilpin fin dalla fondazione del club, nel dicembre 1899, e che il vignettista Carlin (cui si deve peraltro l'ideazione di tanti altri famosi stemmi del calcio italiano) affibbiò definitivamente al club nell'ottobre 1928 – con la motivazione che «non ha paura di assidersi su qualunque braciere e mette la coda ovunque» –, e quello più immediato di Rossoneri che, semplicemente, si rifà alle tinte della maglia milanista.
Tuttavia, nei suoi primi decenni di vita il Milan veniva anche visto come la squadra di riferimento delle classi popolari di Milano, all'epoca un polo prettamente industriale (in contrapposizione ai rivali dell'Inter, il cui tifo era considerato appannaggio dei baùscia della borghesia cittadina). In ragione di ciò, i supporter nerazzurri appellarono a lungo i rossoneri come i casciavìt – «cacciaviti», parola che in dialetto milanese indica scherzosamente l'operaio –, proprio a sottolineare l'estrazione sociale dell'allora tifoso medio del Diavolo; un termine che, seppur inizialmente recepito in maniera spregiativa, col passare del tempo è stato invece fatto proprio nonché fieramente ostentato dagli stessi supporter rossoneri. Sempre in ragione della loro primogenitura proletaria, i tifosi milanisti erano inoltre additati come i tramvèe, cioè in grado di raggiungere lo stadio di San Siro unicamente con i mezzi pubblici (a differenza dell'interista che poteva permettersi la muturèta).
Questa originaria accezione popolare che contraddistingueva il mondo rossonero andò a scemare sul finire degli anni 1960, in coincidenza con la riconfigurazione dell'assetto socio-economico dell'Italia e, in special modo, della realtà lombarda, divenendo pertanto anacronistica e pressoché desueta se non per motivi puramente burloneschi o di sfottò.